# 阿尔塔莫诺夫陨石坑
阿尔塔莫诺夫陨石坑（拉丁語：Artamonov）是位于月球背面的一座撞击坑，约形成于45.5-39.2亿年前的前酒海纪，其名称取自前苏联火箭设计师尼古拉·阿尔塔莫诺夫(Nikolaj N. Artamonov，1906年-1965年)，1970年被国际天文联合会批准采纳。

## 描述

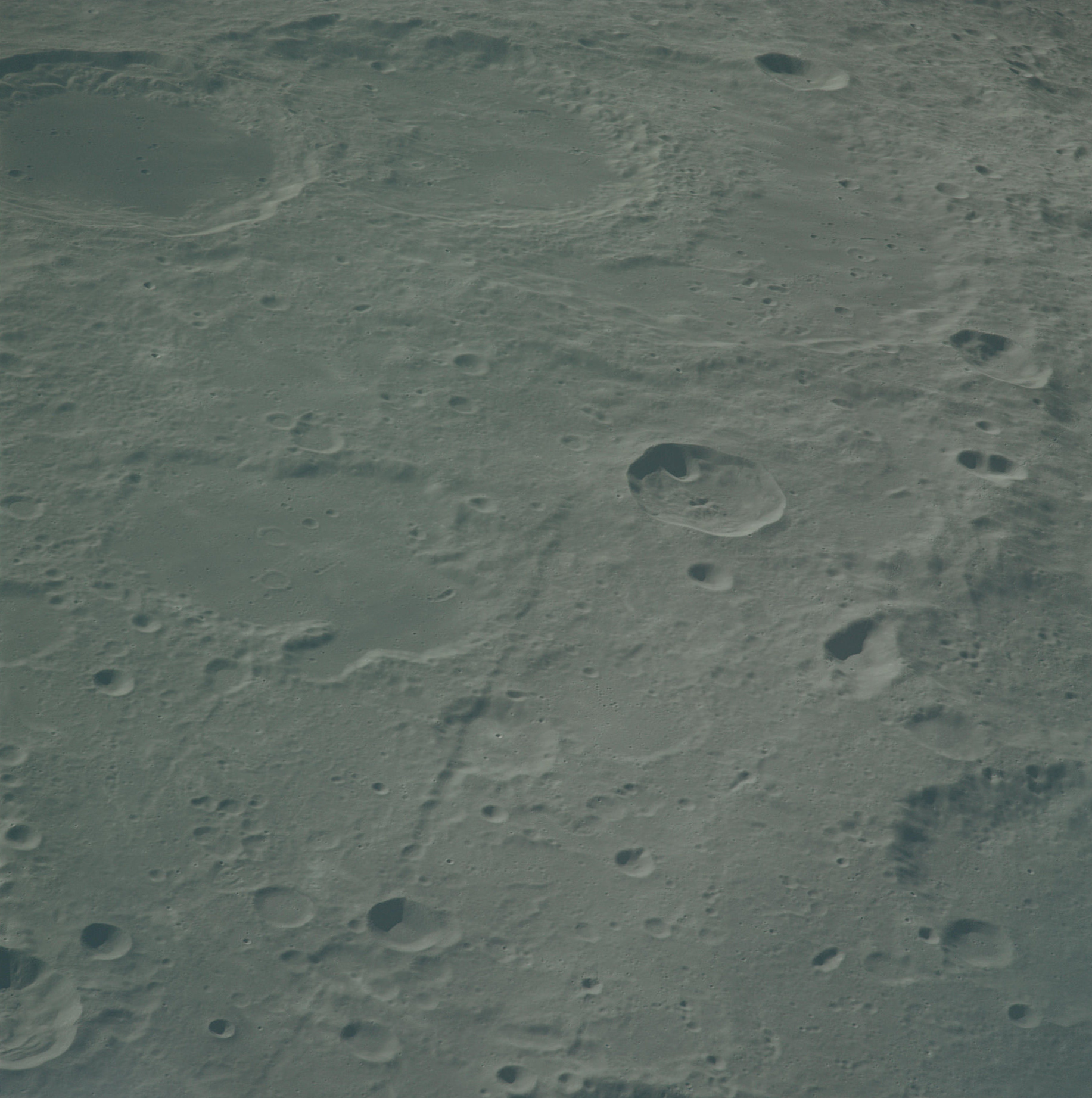
阿尔塔莫诺夫陨石坑(图中左)和阿尔塔莫诺夫链坑，左上可看到罗蒙诺索夫环形山(左)和麦克斯韦尔陨石坑(右)。阿波罗16号拍摄

阿尔塔莫诺夫陨石坑附近较醒目的撞击坑主要有：西侧与爱迪生陨石坑相邻，西北有罗蒙诺索夫环形山、麦克斯韦尔陨石坑和里查孙环形山；西南方是杰武尔斯基环形山；东北偏东是埃斯平环形山，而较小的马雷陨石坑则坐落在它的东南偏东方。一条被命名为阿尔塔莫诺夫链坑的直线链坑从它的东北侧擦身而过伸向东南。陨石坑中心月面坐标为25°26′N 103°47′E / 25.44°N 103.79°E，直径62.45公里，深约2726米。

该陨石坑不像大多数圆形的月球陨坑，其外形结构较奇特。它是一座由三或四座撞击坑合并而成的合成体，其中南部的最大，北面和东面的略小，且圆而外鼓。阿尔塔莫诺夫陨坑侧壁高出周边地形1210米，总容积大约为3049公里³。坑内部地表已被后续的玄武岩熔岩流重铺，留下一个相对平坦且无特色的低反照率幽暗表面，依稀显示有来自北面更远处乔尔丹诺·布鲁诺陨石坑溅射的浅色射纹痕迹。

## 另请参阅
- 月球环形山列表
- 行星体系命名法
- 月面学
- 月岩
- 后期重轰炸期